# The Long Tall Texans
The Long Tall Texans — британская группа из Брайтона, играющая сайкобилли.
Начав в 1985 году, к настоящему времени The Long Tall Texans считаются представителями «олдскул», выступая по всему миру на сайкобилли концертах и фестивалях в качестве хедлайнера. Концертная активность группы только в 2009 году — от Финляндии и Германии до США и Бразилии.
Никогда не опасаясь потерять свои рокабильные корни, смешивая разные музыкальные стили или выдавая неожиданные кавер-версии (например, Should I Stay Or Shoul I Go), их музыка имеет продолжение во многих направлениях. С приходом четвёртого участника и выпуском почти целиком написанного им альбома Adventure звучание группы выходит на новый уровень.
В 2009 году две песни из альбома Adventure, наряду с композициями ряда других сайкобилли-групп, вошли в состав саундтрека к компьютерной игре WET.

## Дискография

### Альбомы
- In Without Knocking (1991)
- Texas Beat (1996)
- Aces & Eights (1997)
- Singing to the Moon (2003)
- Anthology: The Long Tall Texans Story (2004)
- The Adventures Of The Long Tall Texans (2005)
- Texas Beat: the Best of the Long Tall Texans (2007)
- Saturnalia (2008)